# Goliat (satelit)
Goliat este un satelit artificial științific, primul construit vreodată în România, lansat în spațiu la data de 13 februarie 2012.
Inițial, urma să fie lansat în luna noiembrie 2009 prin intermediul unei navete a Agenției Spațiale Europene, dar lansarea a fost amânată pentru 2010 și apoi pentru 2012.

## Caracteristici și scop
Are forma unui cub cu laturile de 10 cm și masa de aproximativ 1 kg, fiind construit pe baza standardului american Cubesat. A fost proiectat de o echipă de ingineri și fizicieni, proiectul demarând încă de când aceștia erau studenți la Universitatea București și la Universitatea Politehnica București. Satelitul va transporta trei experimente științifice: determinarea fluxului de micrometeoriți (SAMIS), măsurarea dozei produse de radiațiile cosmice la nivelul orbitei (Dose-N) și de asemenea va avea instalat un captator de imagine cu senzor de 3 megapixeli și o rezoluție la sol de 21x28m pentru observarea Terrei și mediului circumterestru.
Proiectul a fost finanțat de Ministerul Educației Cercetării și Inovării prin Centrul Național de Management Programe cu suma de 1.500.000 de lei (la nivelul anului 2005).

## Lansare
Goliat a fost programat inițial pentru lansare în data de 1 decembrie 2008, dar lansarea a fost amânată pentru noiembrie 2009 din cauza întârzierilor apărute la racheta Vega. În iunie 2009, la salonul aeronautic de la Paris, directorul general al ESA a anunțat o nouă amânare, estimată inițial pentru sfârșitul anului 2010. Cum nici această dată nu a fost sustenabilă, o nouă fereastră de lansare ar fi urmat cel mai probabil în a doua jumătate a anului 2011.
Ulterior, lansarea a fost anunțată de Agenția Spatială Europeană ESA, cea care va opera racheta Vega, pentru 9 februarie 2012. Ulterior și această dată a fost modificată pentru 13 februarie.
Alături de încărcătura principală — satelitul italian Lares și Goliatul românesc — în cadrul aceluiași zbor vor fi trimiși pe orbită încă alte 8 platforme Cubesat:
- SwissCube (École Polytechnique Fédérale de Lausanne, Elveția)[10]
- Xatcobeo (Universitatea din Vigo și INTA, Spania)[11]
- UNICubeSAT (Universitatea din Roma, Italia)[12]
- Robusta (Universitatea din Montpellier 2, Franța)[13]
- AtmoCube (Universitatea din Trieste, Italia)[14]
- e-st@r (Politecnico di Torino, Italia)
- OUFTI-1 (Universitatea din Liège, Belgia)[15]
- PW-Sat (Universitatea Tehnologică din Varșovia, Polonia)[16]

Din cauza întârzierii, se va opera și o modificare de orbită. Cei 9 sateliți atașați platformei de susținere a satelitului Lares vor fi puși într-o orbită eliptică cu înălțimea între 357–1.447 km și cu o înclinație de 71°. Orbita anunțată inițial de ROSA era polară circulară cu înălțimea de 500 km, modificarea fiind astfel una majoră pentru operarea viitoare a satelitului.

## Post lansare
Satelitul românesc Goliat a fost lansat cu succes pe data de 13 februarie 2012 în primul zbor al rachetei europene Vega. Injecția orbitală a fost perfectă, Goliat fiind al patrulea satelit lansat în spațiu. 
În primele zile după lansare stația de la sol din Măgurele nu a putut recepționa nici un semnal de la satelit. Pe data de 18 februarie 2012 stația de sol a anunțat recepționarea primelor date ale satelitului însă aceste date au fost doar niște parametri de bază, nereușind să pornească sistemele satelitului. La scurt timp, contactul cu satelitul a fost pierdut permanent. Pe data de 2 ianuarie 2015 satelitul a reintrat în atmosferă unde s-a dezintegrat și a ars complet. Goliat a orbitat astfel planeta timp de 1054 de zile cu viteza balistică de până la 7.5 km/s și a înconjurat-o de peste 15000 de ori.